# Giovanni Di Gregorio
Giovanni Di Gregorio (Palermo, 1973) è uno sceneggiatore italiano.

## Biografia
Alla nascita si trasferisce quasi subito a Vancouver (Canada). Passa diversi anni a Napoli e a Cosenza, prima di tornare a Palermo per compiere gli studi universitari. Da allora è vissuto a Londra, Bordeaux e Barcelona.

## Attività scientifica e divulgativa
Dopo la laurea in Chimica ottiene un dottorato in Chimica Teorica con una tesi sull'analisi conformazionale della N-idrossiurea con metodi quantomeccanici ab initio, simulazione Montecarlo e Dinamica Molecolare. Pubblica due articoli scientifici. 
Allo stesso tempo si occupa anche di divulgazione collaborando con la prestigiosa Enciclopedia Treccani. Per la Palumbo Editore sviluppa diversi moduli didattici e, insieme a Luca Boschi, delle innovative sezioni a fumetti di Storia della Scienza
Durante la sua permanenza in Inghilterra lavora come storico della scienza presso il London Science Museum nella creazione della galleria Making the Modern World, realizzando ricerche di background storico sull'impatto sociale della tecnologia al principio del ventesimo secolo. 

## Attività artistica
Sin da ragazzo disegna vignette per riviste e quotidiani. Dopo una proficua collaborazione con la rivista Piccoli Brividi della Panini Comics come sceneggiatore, decide di lasciare l'attività scientifica per dedicarsi a tempo pieno ai fumetti. Nel 2003 entra in Bonelli, di cui è uno dei più prolifici autori con più di settanta sceneggiature all'attivo. Fa parte dello staff di Dampyr, Dylan Dog e Le storie. Nel 2017 crea, insieme a Bruno Enna e Giovanni Rigano, la serie Creepy Past. Nel 2020 pubblica per Dupuis, insieme ad Alessandro Barbucci, Les sœurs Grémillet.
È uno dei pochi sceneggiatori italiani che hanno spaziato dal genere bonelliano a quello disneyano, dalle serie animate ai cortometraggi, dai videogiochi alle graphic novel. Ha pubblicato in più di una decina di paesi diversi.
La sua graphic novel più conosciuta è Brancaccio. Storie di mafia quotidiana, disegnata da Claudio Stassi e tradotta in diversi paesi. 
Tra le sue collaborazioni per il pubblico giovanile si ricordano Les sœurs Grémillet, Topolino, Monster Allergy e Lys.

### Serie a fumetti
- Les sœurs Grémillet (cocreatore), Dupuis Editions
- Creepy Past (cocreatore), Sergio Bonelli Editore
- Dylan Dog (59 albi), Sergio Bonelli Editore
- Dampyr (13 albi), Sergio Bonelli Editore
- Le storie (4 albi), Sergio Bonelli Editore
- Pac-man et les aventures de fantômes (12 storie), Delcourt Jeunesse
- Topolino (7 storie), Walt Disney Italia[9][10]
- Angel's Friends (9 albi), Play Press
- Lys (3 albi), Red Whale, Rainbow, Soleil Productions
- Monster Allergy (4 albi), Walt Disney Italia
- Piccoli Brividi (4 storie), Panini Comics

### Fumetti non seriali
- Giovanni Di Gregorio (testi), Grégory Panaccione (disegni); L'homme en noir, Delcourt Éditions.
- Autori vari, BCN Noire, Norma Editorial.
- Giovanni Di Gregorio (testi), Claudio Stassi (disegni); Brancaccio. Storie di mafia quotidiana, , BAO Publishing (2ª edizione).
- Giovanni Di Gregorio (testi), Claudio Stassi, Quirino Calderone (disegni); Il faro dei misteri, , Super G!, San Paolo Edizioni.
- Giovanni Di Gregorio (testi), Marco Hasmann (disegni); Last Travel Inc., , Vittorio Pavesio Productions.
- Autori vari, Revolution Complex, Norma Editorial.
- Autori vari, Barcelona TM, Norma Editorial.

### Serie animate
- Boo Boom (12 episodi), Rai Fiction, Graphilm[11]
- Spike Team (6 episodi), Rai Fiction, Graphilm, Lucky Dreams
- PopPixie (2 episodi), Rainbow
- Mostri & pirati (1 episodio), Red Whale, Mondo TV

### Cortometraggi
- No apto para menores, Daniel Noblom e Grilled Cheese Studio producciones (tratta dal fumetto omonimo disegnato da Jordi Pastor)
- Máscaras, SIS92 producciones (selezionato al Festival Internazionale del cinema di Sitges)[12]
- Serial killers, SIS92 producciones

### Videogiochi
- Kingdoms and Blasts, Social Point
- Dogshome, Social Point

### Riconoscimenti
- Vari premi vinti per No apto para menores (Nox Film Fest 2020, Fest Boi 2020, ecc.)
- Premio Carlo Boscarato 2007 (Treviso Comic Book Festival) per Brancaccio. Storie di mafia quotidiana, come miglior sceneggiatore italiano.
- Premio Attilio Micheluzzi 2007 (Salone Internazionale del Fumetto Napoli Comicon) per Brancaccio. Storie di mafia quotidiana, come migliore sceneggiatura per un romanzo grafico.

## Attività di docenza
Docente di sceneggiatura presso la Escola Joso di Barcelona. 
Creatore insieme a Claudio Stassi del workshop residenziale Fundamentos de Novela Gráfica a Tordera (Barcelona). 

## Sviluppo e volontariato internazionale
Frequenta il corso The Civilian Personnel of Peace-keeping/Peace-building Operations alla Scuola Superiore Sant’Anna di Pisa, patrocinato dall'UNHCHR (Alto commissariato delle Nazioni Unite per i diritti umani).
A Barcellona ottiene un master in Agentes de Desarollo Internacional presso Setem - Universitat Politécnica de Catalunya con uno studio su "Prioridad de la intervención en el Norte. Información y colonización cultural".
Ha passato diversi mesi come volontario in zone di conflitto: con l'Operazione Colomba nel campo profughi di Krajen (Albania) e successivamente a Pejë (Kossovo); con l'associazione Italia-Nicaragua a León e Estelí (Nicaragua); come osservatore internazionale per Enlace Civil in Chiapas (Messico); con Volunteer for Peace a Maun (Botswana).

## Notas
1. ↑   G. La Manna, G. Di Gregorio e R. Ponec, Population analysis of pair densities. A study on cyclic systems, in Journal of Molecular Structure: THEOCHEM, vol. 499, 1–3, 17 marzo 2000,  pp. 233-240, DOI:10.1016/S0166-1280(99)00330-9. URL consultato il 16 luglio 2015.
2. ↑  (EN) Conformational analysis of N-hydroxyurea in the gas phase, su infona.pl. URL consultato il 16 luglio 2015.
3. ↑   La materia si trasforma, su treccani.it. URL consultato il 16 luglio 2015.
4. ↑   LO SCIENZIATO A FUMETTI, visto da Pier Luigi Gaspa & Giulio Giorello, su Cartoonist globale. URL consultato il 17 luglio 2015.
5. ↑  (EN) Making the Modern World - Visit us, su Science Museum. URL consultato il 17 luglio 2015 (archiviato dall'url originale il 20 luglio 2015).
6. ↑   Intervista a Giovanni di Gregorio, su ayaaaak.net. URL consultato il 16 novembre 2013 (archiviato dall'url originale il 29 settembre 2013).
7. 1 2   DIME WEB: BONELLI 2014: L'ANNO DEI RECORD, su dimeweb.blogspot.it. URL consultato il 16 luglio 2015.
8. ↑  (FR) Les sœurs Grémillet, su Dupuis. URL consultato il 13 maggio 2022.
9. ↑   Paperino e il ristorante fai-da-te, su INDUCKS. URL consultato il 13 maggio 2022.
10. ↑   Gambadilegno e il furto impossibile, su INDUCKS. URL consultato il 13 maggio 2022.
11. ↑  (EN) GRAPHILM - Productions: Boo Boom, su graphilm.com. URL consultato il 17 luglio 2015 (archiviato dall'url originale il 20 luglio 2015).
12. ↑   (EN) Máscaras, Sitges, 2013. URL consultato il 13 maggio 2022 (archiviato dall'url originale il 17 luglio 2015).